# Grigorij Aleksinskij

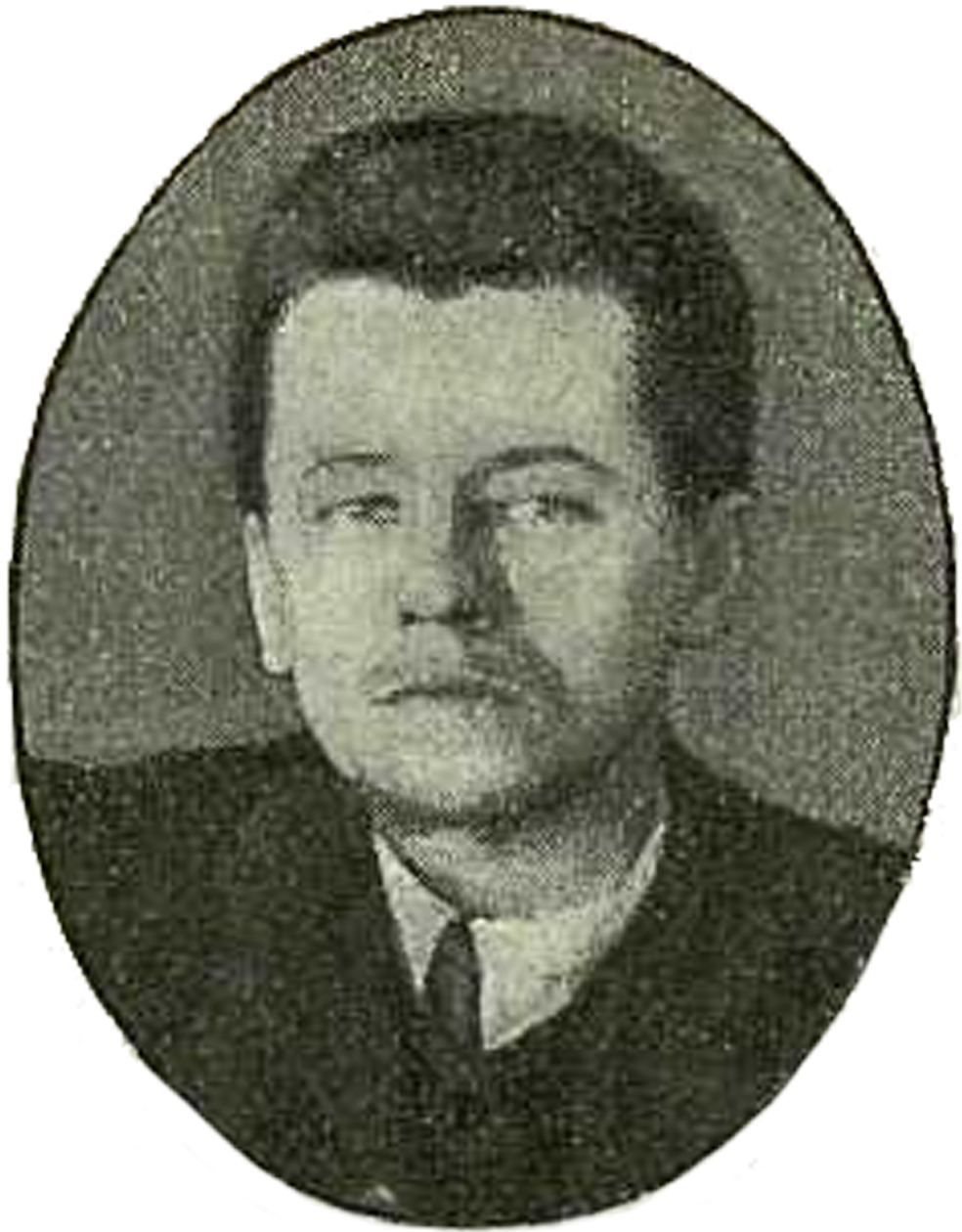
Grigorij Aleksinskij.

Grigorij Aleksejevitj Aleksinskij, född 1879, död 1967, var en rysk politiker.
Aleksinskij blev 1907 den mest betydande medlemmen av den bolsjevikiska fraktionen i andra riksduman. De fyndiga satiriska och samtidigt sakliga tal, i vilka Aleksinskij kritiserade den tsaristiska regimen, gjorde honom synnerligen populär. Efter andra riksduman upplösning förvarade Aleksinskij bojkotten av duman. 1909 deltog han tillsammans med Maksim Gorkij och Anatolij Lunatjarskij och andra i organiserandet av den ryska socialdemokratiska skolan på ön Capri. 1914 bröt han med den traditionella bolsjevikåsikten om "kapitalisternas" krig och försvarade ivrigt Rysslands deltagande i världskriget; från 1917 uppträdde han som häftig motståndare till bolsjevikregimen och flyttade 1918 till Västeuropa. Under 1920-talet antog Aleksinskijs åsikter en uppenbart borgerlig, till och med monarkistisk karaktär. Aleksinskij är författare till flera värdefulla böcker om Ryssland, huvudsakligen utgivna på franska.